# 蒂廖洛
蒂廖洛（義大利語：Tiriolo），是意大利卡坦扎罗省的一个市镇。总面积28.98平方公里，人口3982人，人口密度137.4人/平方公里（2009年）。ISTAT代码为079147。